# Vestavia Hills
Vestavia Hills – miasto w Stanach Zjednoczonych, w stanie Alabama, w hrabstwie Jefferson.

## Demografia
W 2008 liczyło 31 423 mieszkańców. W 2023 liczba mieszkańców wzrosła do 38 020 osób, a gęstość zaludnienia do ponad 1003 osób/km².